# Chemnitzer Fußball-Club
El Chemnitzer Fußball-Club és un club de futbol alemany de la ciutat de Chemnitz, Saxònia.

## Història
Els orígens del club es remunten a l'any 1920 amb la creació del Polizei-Sportverein Chemnitz. Amb la reorganització del Tercer Reich fou inclòs a la Gauliga Sachsen on guanyà dos campionats. El 1942 fou reanomenat SG Ordnungspolizei Chemnitz. Després de la guerra el club es refundà amb el nom de SG Chemnitz Nord (1945). Posteriorment tingué els noms: BSG Fewa Chemnitz (1948); BSG Chemie (1951); i BSG Chemie Karl-Marx-Stadt (1953), amb el canvi de nom de la ciutat sota el règim comunista. Més tard s'anomenà SC Motor Karl-Marx-Stadt (1956), SC Karl-Marx-Stadt (1963), i amb la separació dels clubs de futbol dels clubs poliesportius FC Karl-Marx-Stadt el 1966. L'any 1991 la ciutat retornà al seu nom original i el club esdevingué Chemnitzer FC.

## Palmarès
- Lliga de la RDA de futbol: 1967

- Sachsenpokal: 1997, 1998, 2006, 2008

- Gauliga Sachsen:  1935, 1936

## Futbolistes destacats
- Eberhard Vogel, 74 internacionalitats RDA, 1962 - 1976
- Steffen Heidrich, 1985 - 1993
- Rico Steinmann, 23 internacionalitats RDA, 1986 - 1990
- Ernest Wilimowski
- Ervin Skela 1999 - 2000
- Michael Ballack 1983 -1997